# 蚌埠公交105路
蚌埠公交105路，是中国安徽省蚌埠市的一条公交线路，由新船塘首末站开往滨湖新区首末站，由蚌埠市公共交通集团有限公司管理、运营。

## 历史

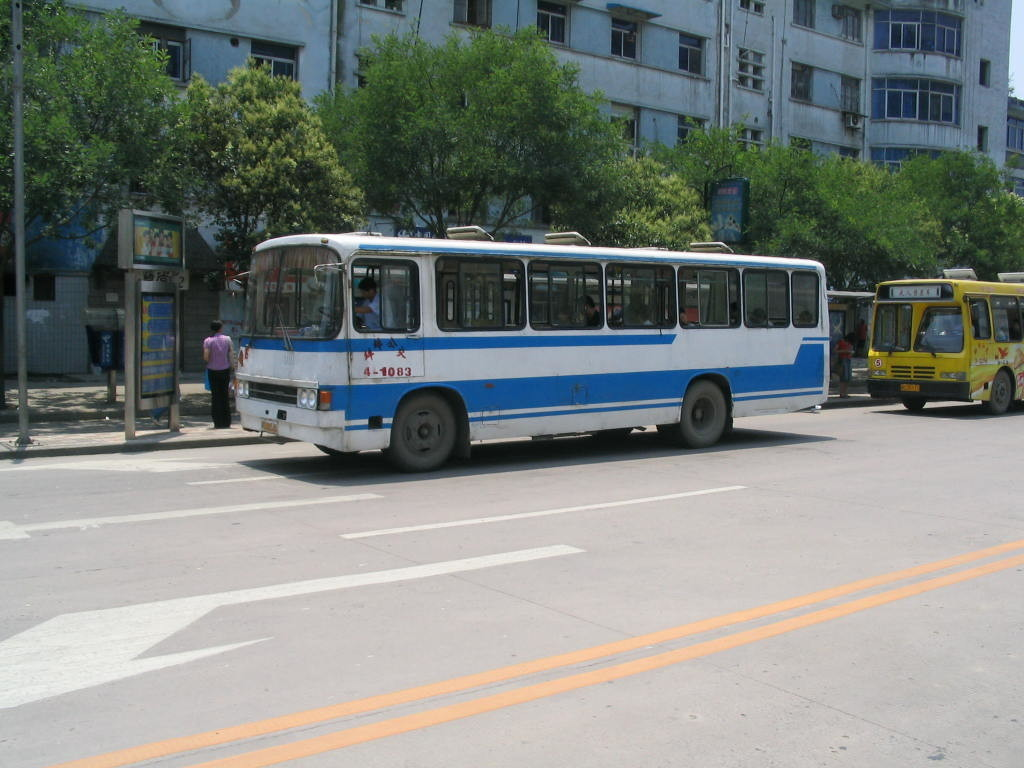
2000年5路使用的长江6921型客车
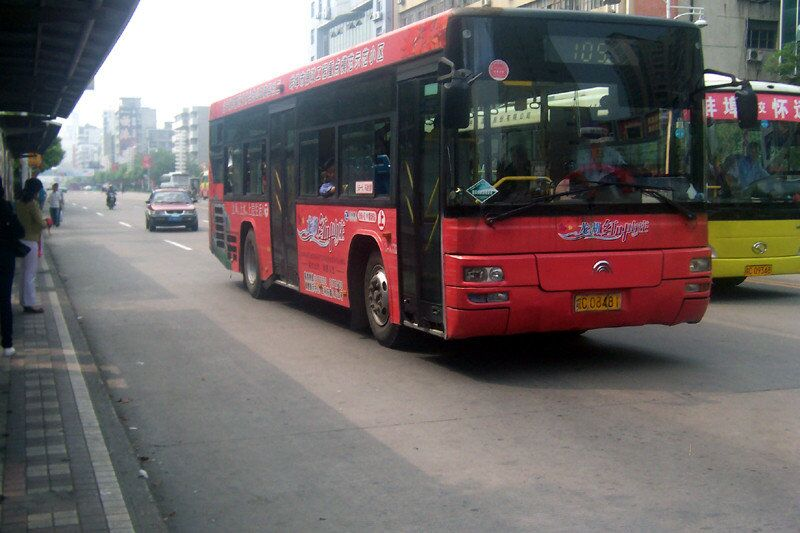
2007年105路使用的宇通客车
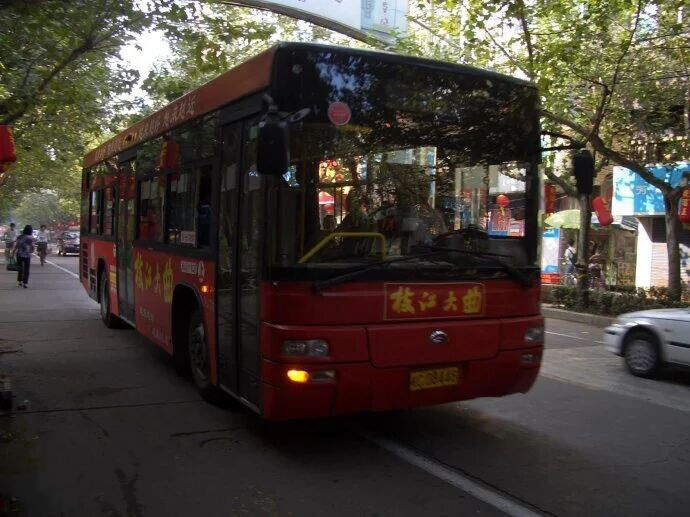
2007年105路使用的宇通客车
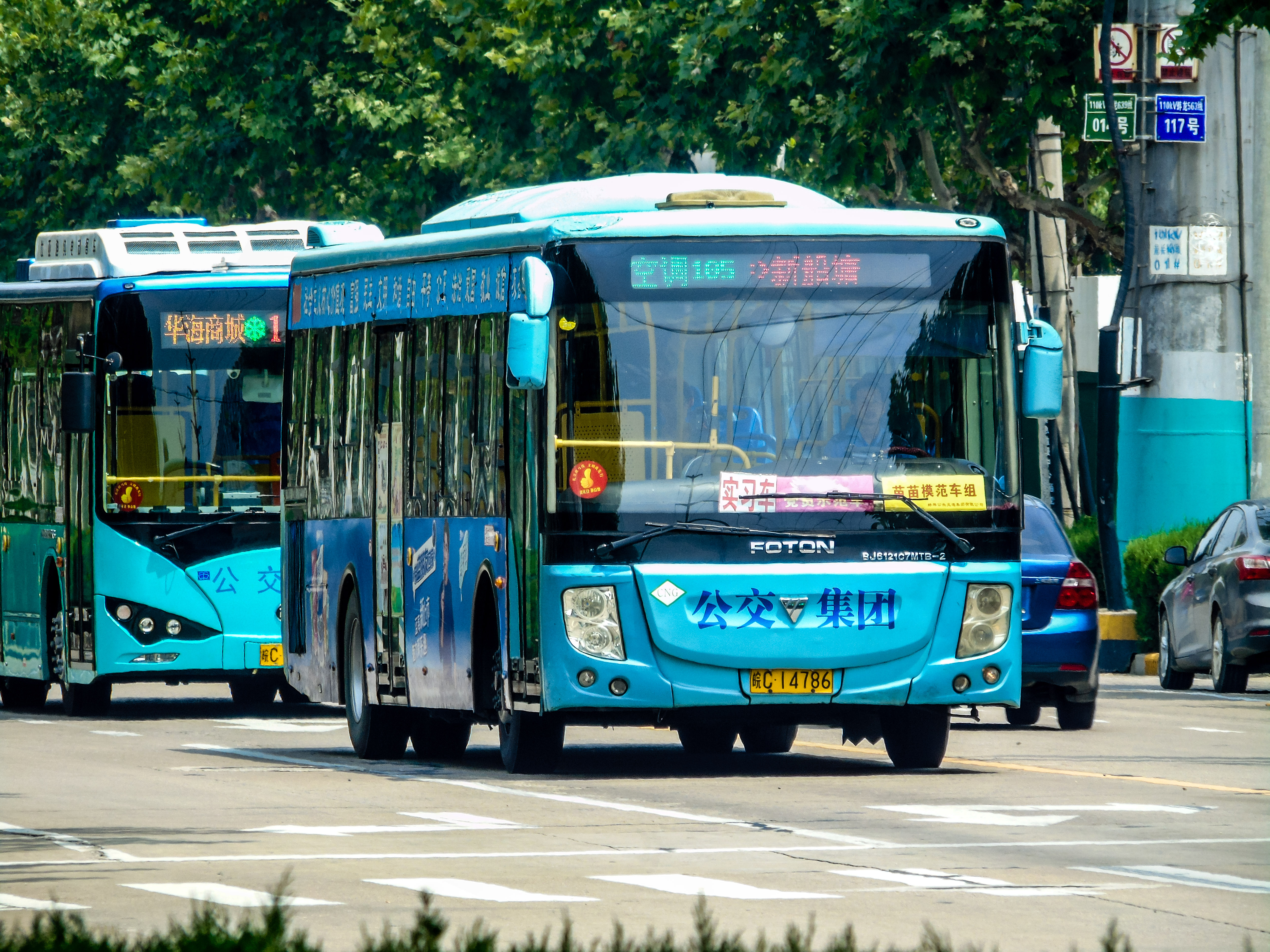
2011年105路使用的福田客车
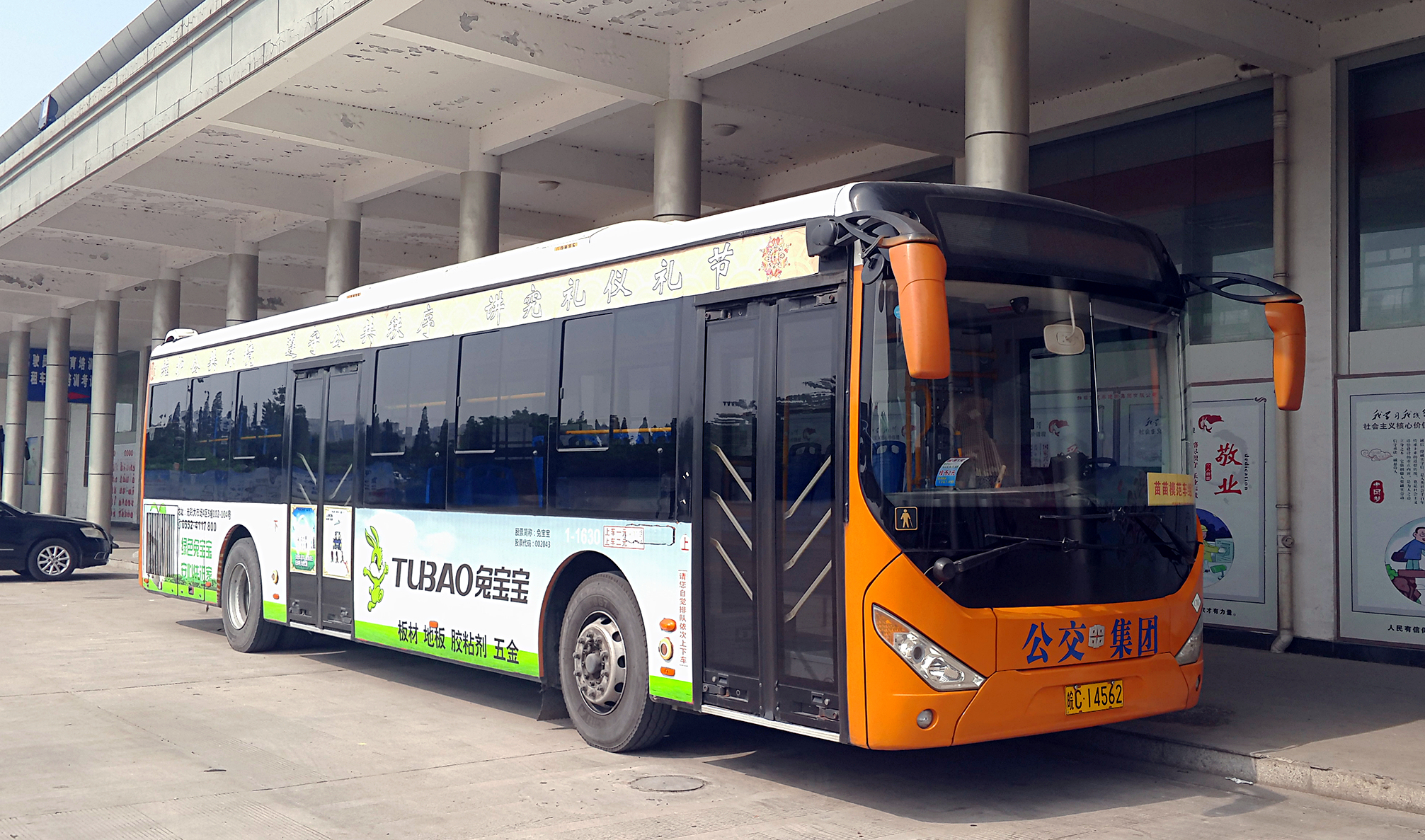
2011年105路使用的中通客车
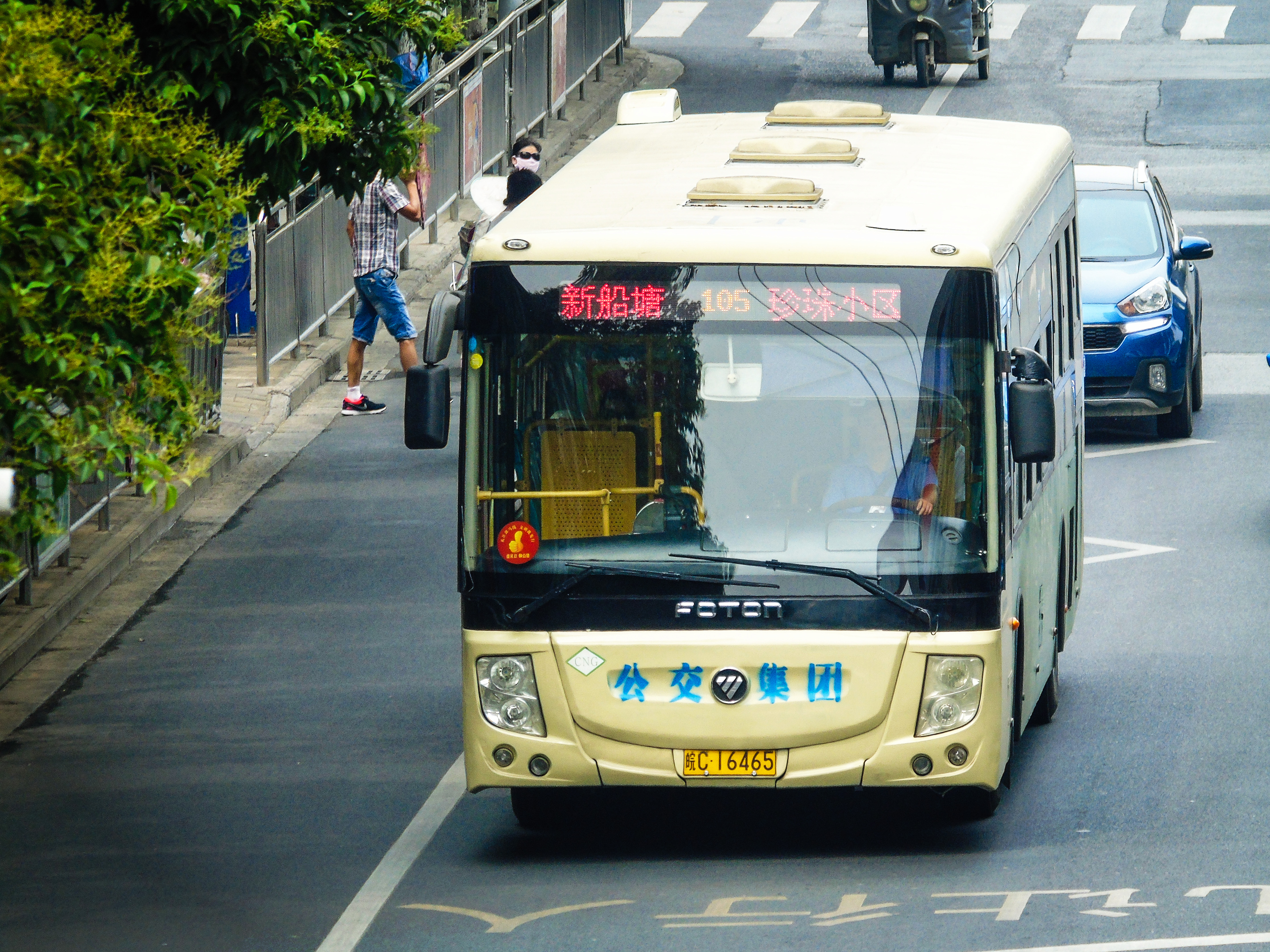
2013年105路使用的福田客车
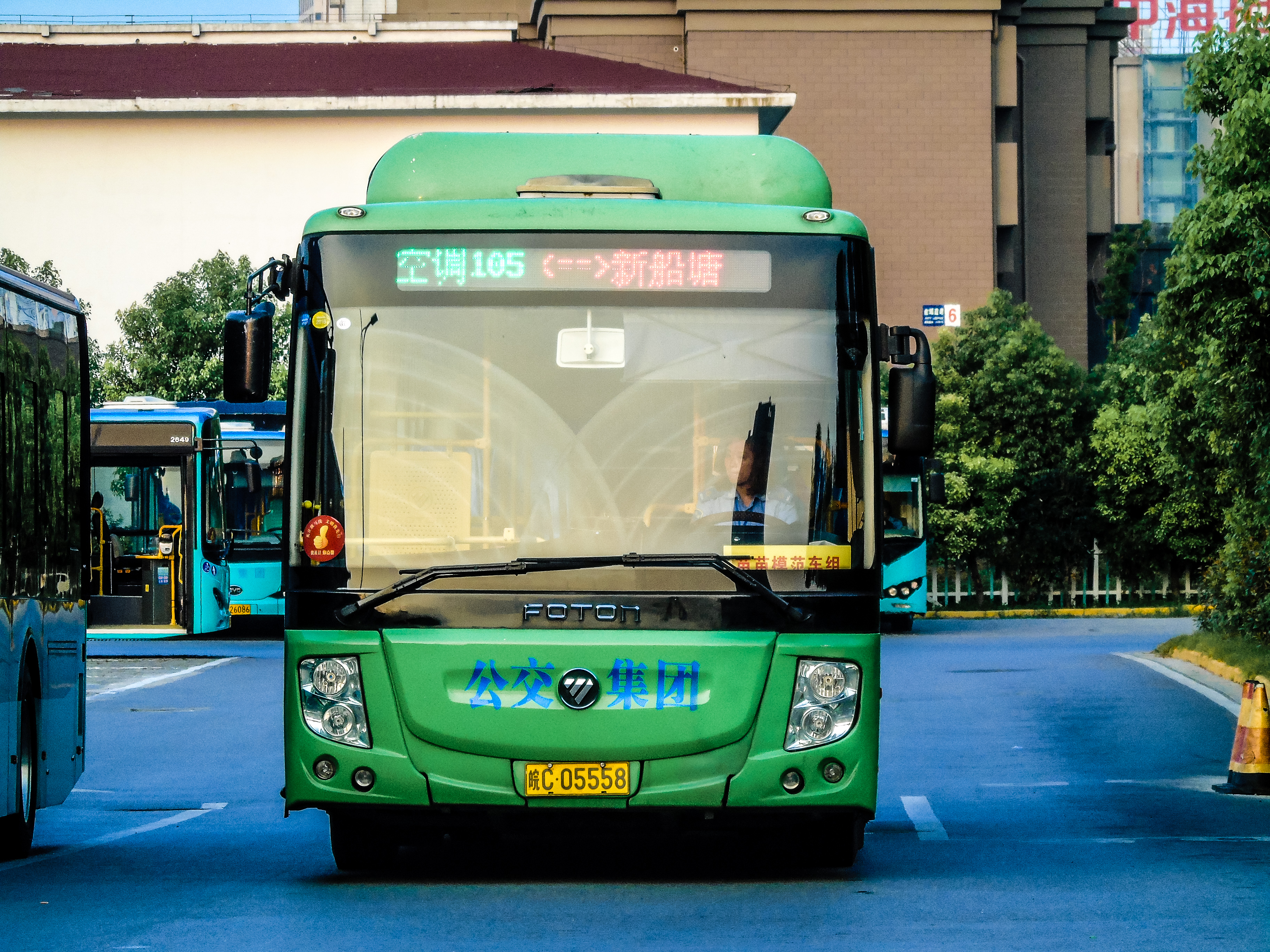
2017年8月105路临时使用的福田客车
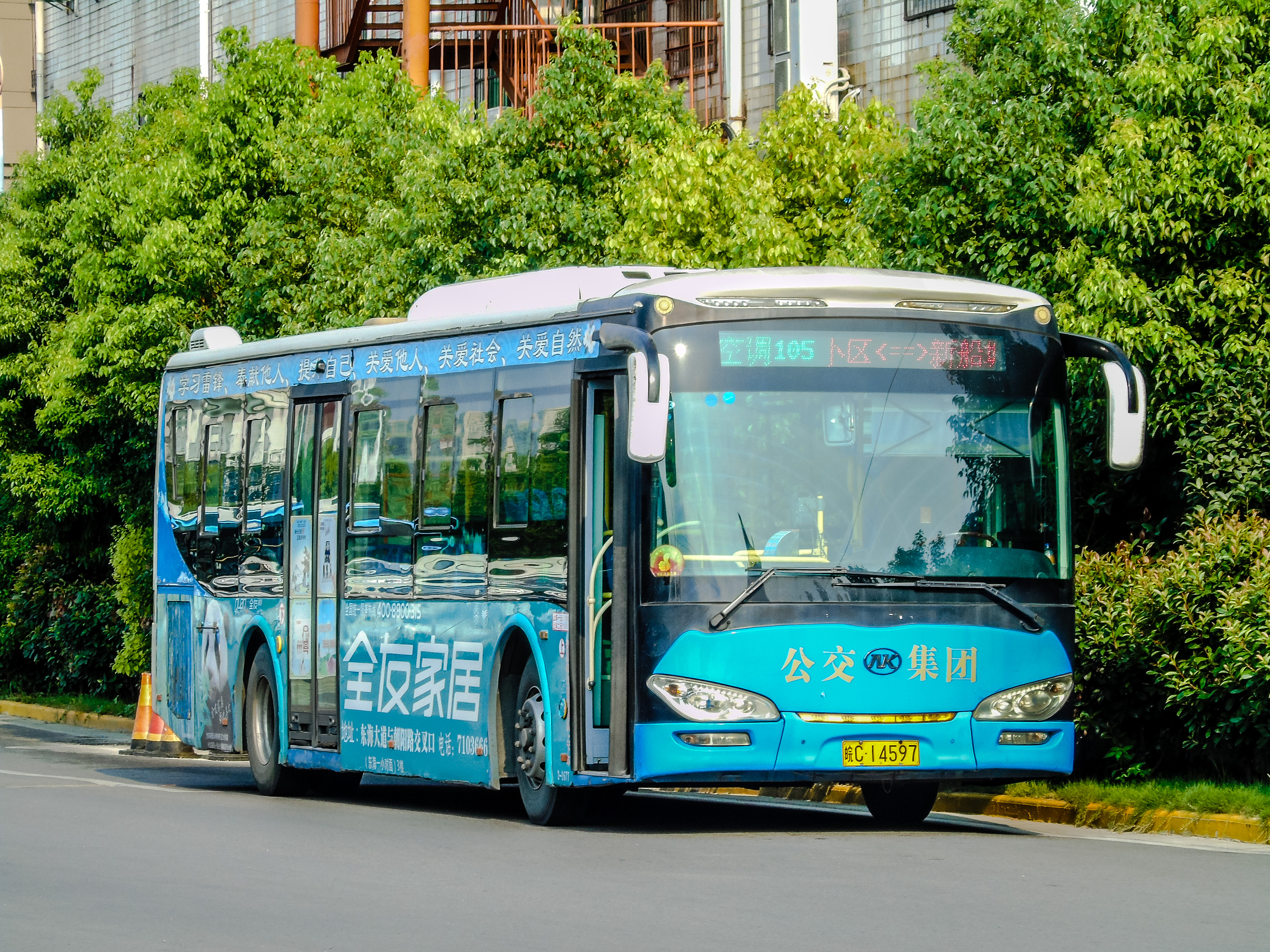
2017年8月105路临时使用的安凯客车
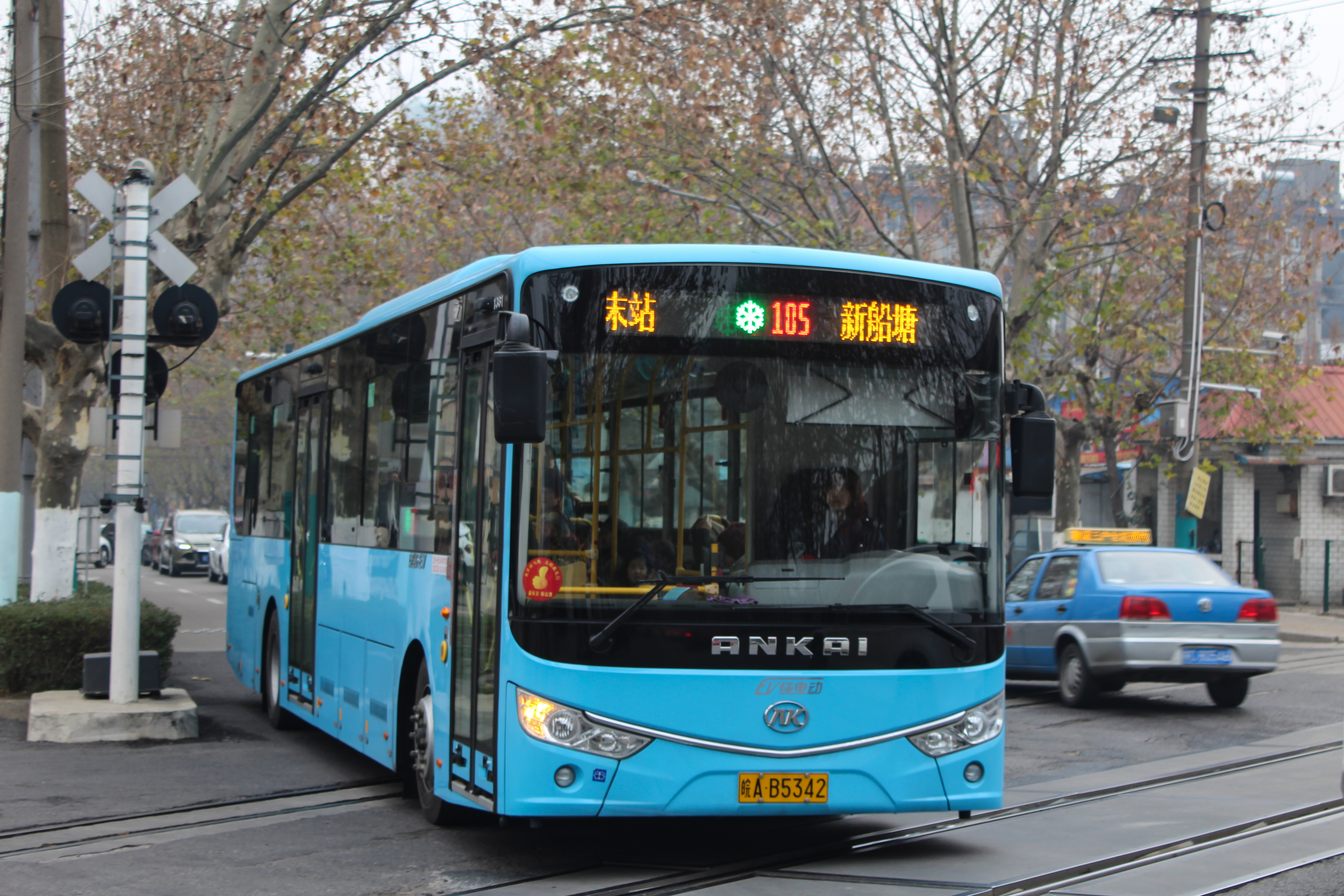
2017年8月105路使用的安凯客车

- 1990年代，蚌埠公交公司为方便东区市民出行开通途径宏业村开往珍珠小区的5路公交车，开通初期使用长江6921型客车。[3]
- 2005年，蚌埠公交公司实行公交改革，5路车更名为105路，并使用全新购置的宇通ZK6108HGB型柴油客车。[4][5]
- 2011年，蚌埠公交集团新购置的福田BJ6121C7MTB-2和中通LCK6125HGC型12米天然气空调客车投入105路运营。次年，购置福田BJ6123C7BCD-1型12米天然气客车投入105路运营，该线路的宇通ZK6108HGB型柴油客车全数退役。[6]
- 2017年8月15日，因首末站充电桩安装延迟问题导致租赁的安凯HFF6129G03EV-1型12米纯电动空调车暂时无法上路运营，为迎合高温天气的乘客乘车舒适需求和创建全国文明城市的专家组检查，蚌埠公交集团临时调配其他线路的安凯HFF6124GZ-4、福田BJ6123PHEV-1和部分福田BJ6121C7MTB-2型天然气空调客车至105路运营，以替换原有的福田BJ6123C7BCD-1型天然气普通客车。[7]
- 2017年8月，蚌埠公交集团租赁租赁的安凯HFF6129G03EV-1型12米纯电动空调车投入105路运营，上述天然气客车逐渐退出105路。[8][7][3][9]
- 2017年12月16日，滨湖新区首末站已具备使用条件，为方便广大市民公交出行，填补滨湖新区公交空白，从12月16日起，公交105、107路由珍珠小区首末站延伸至滨湖新区首末站。105路延伸后线路走向为龙腾路-东海大道-南湖路-富民路-龙腾路-兴民路-月明街-宏业路-滨湖新区首末站，延伸后沿途增设市政府、市档案馆、绿地中央广场、龙腾路·富民路、龙腾路·兴民路、月明街·宏业路、滨湖新区首末站等7对公交站点，原珍珠小区首末站下客站取消。[10][11]

## 站点

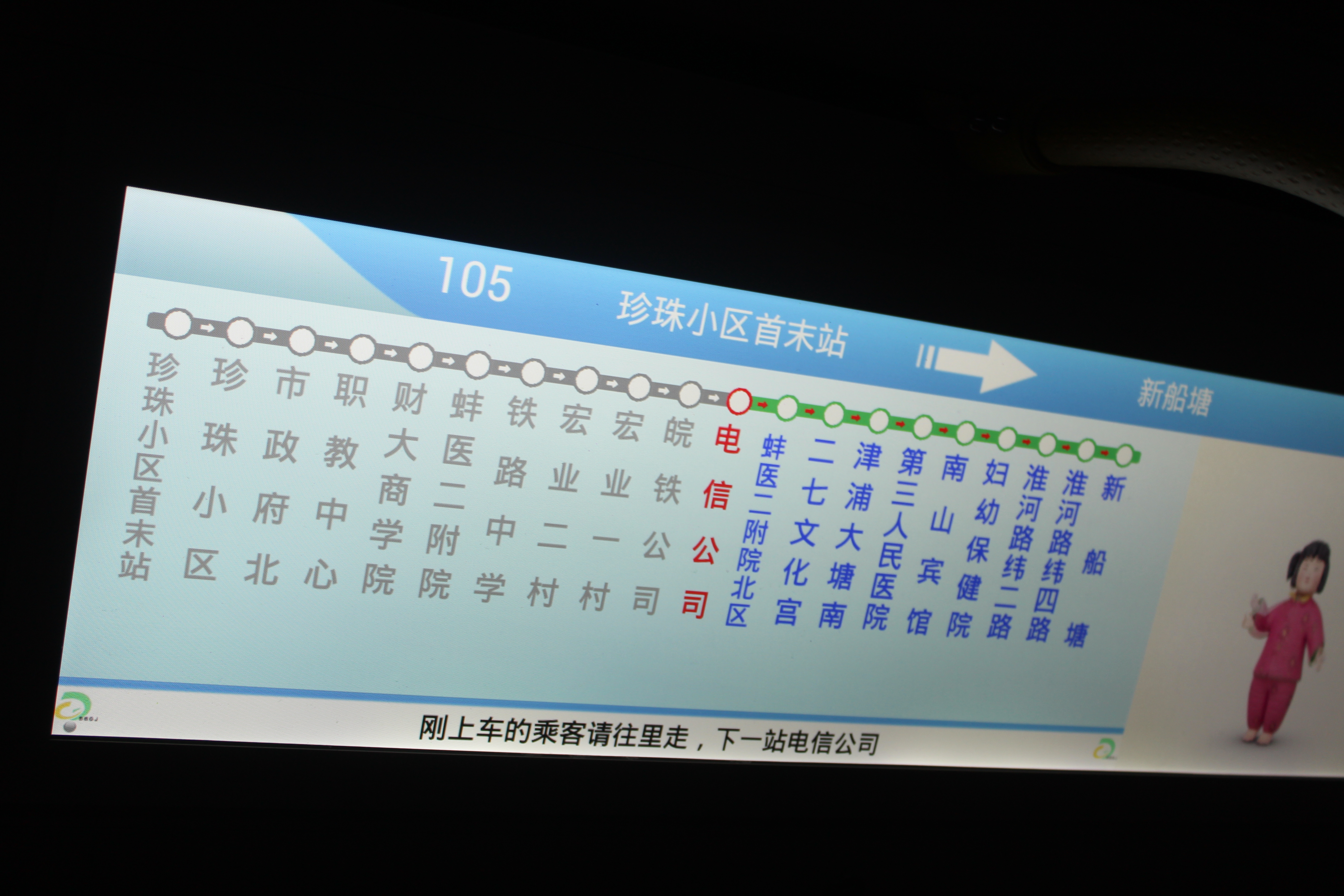
蚌埠公交105路车内电子显示屏

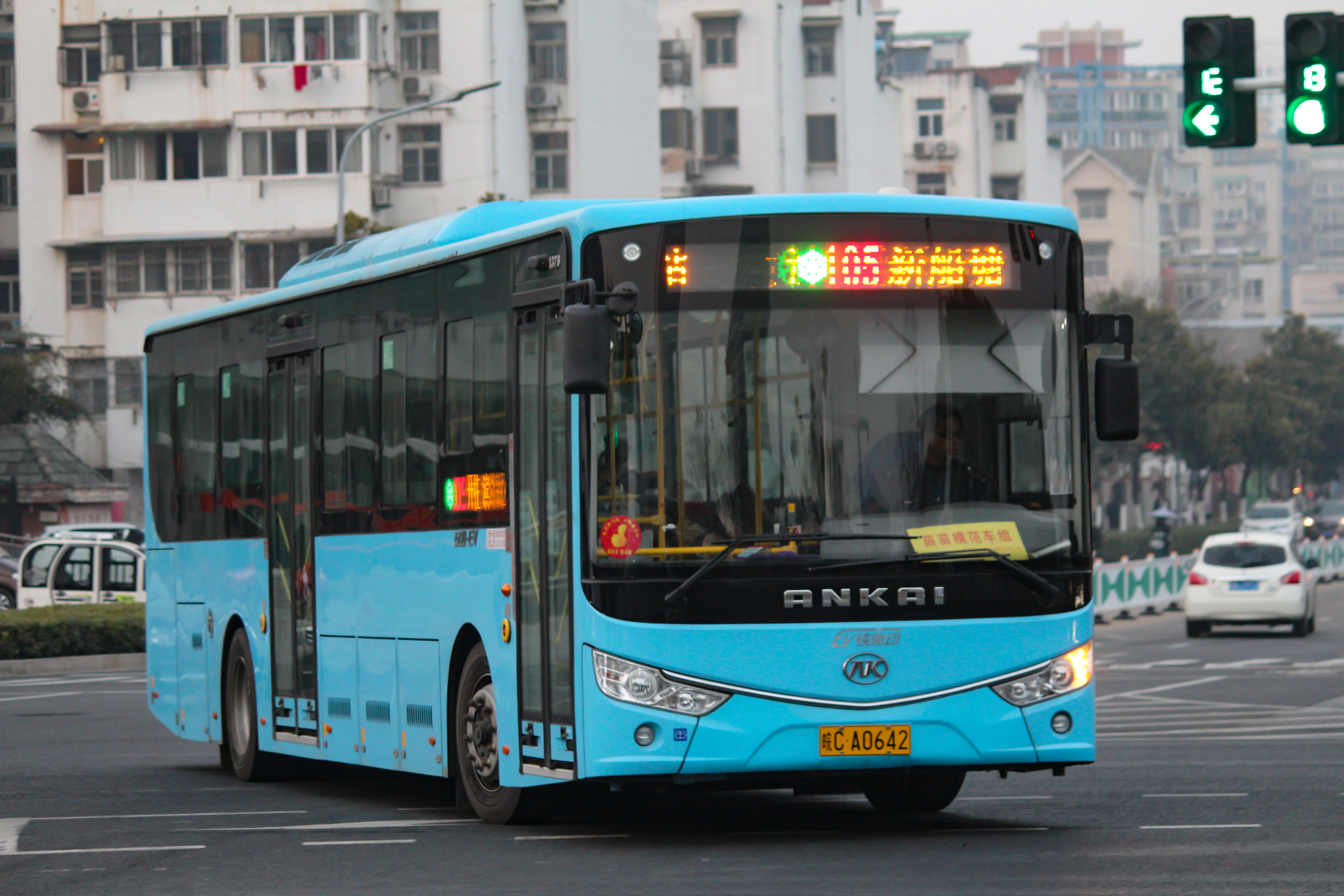
蚌埠公交105路延伸至滨湖新区首末站

### 途径站
- 往新船塘：滨湖新区首末站 - 月明街·宏业路 - 兴民路·龙腾路 - 龙腾路·富民路 - 绿地中央广场 - 市档案馆 - 市政府 - 珍珠小区 - 市政府北 - 市公安局 - 财大商学院 - 宏业路·兰凌路 - 蚌医二附院 - 铁路中学 - 宏业二村 - 宏业一村 - 皖铁公司 - 电信公司 - 胜利五村 - 二七文化宫 - 津浦大塘南 - 第三人民医院 - 南山宾馆 - 百货大楼 - 妇幼保健院 - 淮河路·纬二路 - 淮河路·纬四路 - 新船塘
- 往滨湖新区首末站：新船塘 - 淮河路·纬四路 - 淮河路·纬二路 - 妇幼保健院 - 百货大楼 - 南山宾馆 - 第三人民医院 - 津浦大塘南 - 二七文化宫 - 胜利五村 - 电信公司 - 皖铁公司 - 宏业一村 - 宏业二村 - 铁路中学 - 蚌医二附院 - 财大商学院 - 市公安局 - 市政府北 - 珍珠小区 - 市政府 - 市档案馆 - 绿地中央广场 - 龙腾路·富民路 - 兴民路·龙腾路 - 滨湖新区首末站[12]

### 换乘站
以下内容均统计自：蚌埠市公共交通集团有限公司营运线路一览表
- 新船塘 ： 108路 128路
- 淮河路·纬四路 ： 110路 119路 128路 135路
- 淮河路·纬二路 ： 110路 125路 128路 136路
- 妇幼保健院 : 102路 104路 128路 301路
- 百货大楼 ： 102路
- 南山宾馆 ： 102路 111路
- 第三人民医院 ： 101路 102路 106路 108路 116路 118路 302路
- 津浦大塘南 ： 102路 106路 108路 116路 118路 123路 环线1路
- 二七文化宫 ： 108路 116路 117路 150路 环线1路
- 胜利五村 ： 108路 116路 120路 159路
- 电信公司 ： 108路 120路 159路
- 皖铁公司 ： 127路 129路 207路
- 宏业一村 ： 127路 129路 207路
- 宏业二村 ： 107路 117路 127路 129路 207路
- 铁路中学 ： 107路 117路 127路 129路 207路
- 蚌医二附院 ： 117路 127路 129路
- 财大商学院 ： 117路 128路 129路
- 市公安局 ： 107路
- 市政府北 ： 107路
- 珍珠小区 ： 107路 116路
- 市政府 ： 126路 138路 K311路
- 滨湖新区首末站 ： 107路

## 票价
- 未持卡乘客普通车投币1元，空调车投币2元。
- 持普通电子钱包卡普通车0.9元/次，空调车1.8元/次。
- 持学生月票卡普通车0.18元/次，成人卡0.36元/次，空调车加1元。
- 持老人卡、拥军卡、爱心卡的乘客免费乘车。[13]

除上述乘车付款方式外，105路还支持使用支付宝城市服务中的“蚌埠云公交卡”进行扫码支付乘车。

## 资料来源
1. ↑  .   [2018-06-17]. （原始内容存档于2017-08-02）.
2. ↑  .   [2018-06-17]. （原始内容存档于2017-07-07）.
3. 1 2  .   [2018-06-17]. （原始内容存档于2017-08-01）.
4. ↑  .   [2018-06-17]. （原始内容存档于2020-10-31）.
5. ↑  .   [2018-06-17]. （原始内容存档于2019-07-24）.
6. ↑  .   [2018-06-17]. （原始内容存档于2013-05-15）.
7. 1 2  .   [2018-06-17]. （原始内容存档于2017-07-31）.
8. ↑  .   [2018-06-17]. （原始内容存档于2017-08-07）.
9. ↑  .   [2018-06-17]. （原始内容存档于2017-08-07）.
10. ↑  .   [2018-06-17]. （原始内容存档于2017-12-31）.
11. ↑  .   [2018-06-17]. （原始内容存档于2017-12-30）.
12. ↑  .   [2018-06-17]. （原始内容存档于2017-07-08）.
13. ↑  .   [2018-06-17]. （原始内容存档于2018-03-09）.
14. ↑  【支付宝乘车】蚌埠云公交卡使用指南 新浪微博